# Храм Преображения Господня на Аптекарском острове
Храм Спаса Преображения Господня лейб-гвардии Гренадерского полка — православный храм на Аптекарском острове в Санкт-Петербурге. Относится к Петроградскому благочинию Санкт-Петербургской епархии Русской православной церкви.

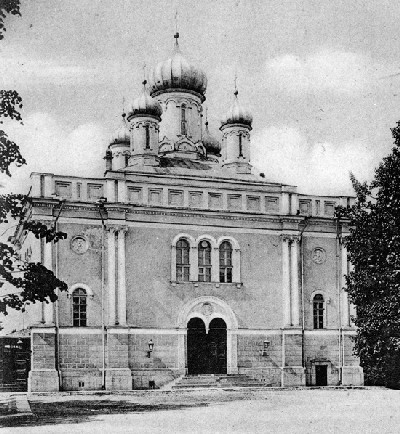

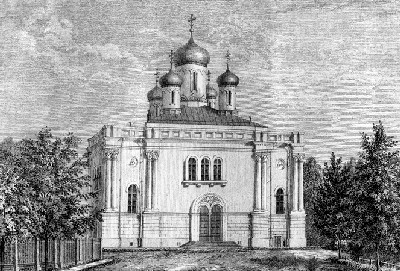

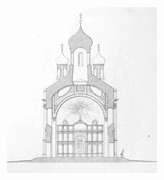

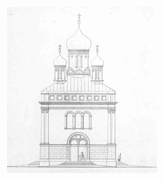

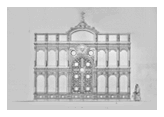

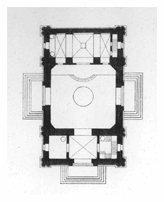

## Строительство
Когда жителям Аптекарского острова стало трудно добираться до приходской Сампсониевской церкви из-за переноса на другое место моста через Большую Невку, в одном из домов близ Ботанического сада 6 августа 1808 года протоиереем Иоанном Семёновым из Петропавловского собора была освящена Преображенская церковь, предназначенная для служащих медицинского ведомства. Иконы для неё написал академик С. А. Безсонов. Так как население в то время росло, вскоре эта церковь стала тесной для прихожан Аптекарского острова, и министр внутренних дел граф Александр Строганов испросил разрешение у императора на постройку новой церкви.
21 декабря 1839 года Николай I утвердил проект однопрестольной каменной церкви на 360 человек в византийско-эллинистическом стиле, составленный академиком Константином Тоном. Постройка храма была возложена на строительную комиссию МВД, председатель которой А. И. Гомзин непосредственно вёл строительство при участии автора проекта. Весной 1840 года были начаты земляные работы, забивка свай, укладка фундамента, и 7 июля с крестным ходом из прежней церкви была произведена закладка нового храма.
Церковь возводилась на насыпном холме, и в 1841 году постройка вчерне была закончена; 14 сентября на её главы были установлены кресты. Золотые купола церкви были видны с противоположной стороны реки. В 1842 году были выведены нижние своды, оштукатурены стены и вызолочены по маслу её главы; в 1843 производились печные работы и внутренняя отделка. В 1844 году внутренняя и наружная отделки были полностью завершены, однако освящение церкви откладывалось, так как министр внутренних дел граф Лев Перовский «нашёл неудовлетворительно написанными академиком В. К. Сазоновым изображения Евангелистов на парусах главного свода». Эту работу в мае — июле 1845 года выполнил профессор живописи Карл Брюллов. Им же в трёхъярусном иконостасе были написаны на холсте две местные иконы в древнегреческом стиле: «Спаситель» и «Божия Матерь» на золотом фоне. Сам иконостас был вырезан из дерева и вызолочен. Четыре иконы евангелистов в больших медальонах главного свода, писанные по штукатурке масляными красками, являлись единственными в этом роде живописи работами Карла Брюллова. Остальные иконы выполнены академиком Василием Сазоновым. Рельефы вылепили скульпторы Николай Рамазанов и Михаил Крылов.
16 сентября 1845 года благочинным кафедрального Петропавловского собора протоиереем Иоакимом Кочетовым было совершено освящение церкви во имя Преображения Господня.
Храм был построен за счёт «операционно-экономических сумм департамента казённых врачебных заготовлений». Всего на строительство ушло 85 000 рублей серебром.

## История
Приподнятая на трёхметровом искусственном холме церковь стремилась быть композиционным акцентом застройки восточной части Аптекарского острова, утопающей в зелени. Расположенная близ Большой Невки церковь должна была входить в число высотных ориентиров, расположившихся вдоль Невы. Ещё при строительстве храма от Песочной улицы к Лопухинской проложили улицу с изломом у церкви. Новую улицу, как и площадь, назвали Церковной (с 1887 года — Инструментальная). На месте нынешнего СПбГЭТУ «ЛЭТИ» металлическая решётка ограждала парк Министерства внутренних дел, а затем и Александровского института (так по имени Александра III назывался институт, который в советское время станет известен в качестве ЛЭТИ).
Церковь первоначально находилась в ведении министерства внутренних дел, так как прихожане в основном были служащими этого ведомства, но 27 декабря 1873 года по указу императора Синод передал Преображенскую церковь лейб-гвардии Гренадерскому полку —- с условием, что храм останется и далее приходским.
Лейб-гвардии Гренадерский полк был сформирован в 1753 году и располагался в Петровских казармах, построенных в 1811 году по проекту Луиджи Руска на Большой Невке; в них на 2-м этаже в южной части офицерского корпуса находилась полковая церковь мученика Севастиана. Через пять лет она получила название во имя священномученика Артемона Лаодикийского и преподобного Максима Исповедника; в день их памяти (13 апреля по ст. ст.) в 1843 полк стал гвардейским. Этот полковой праздник стал вторым Храмовым праздником (кроме Преображения Господня).
После упразднения церкви в полковых казармах в Преображенский храм были перенесены чтимые полковые иконы XVIII века святого Севастьяна и Казанской Божией Матери, серебряная утварь 1828 года и богатые сосуды чеканной работы, украшенные топазами, альмандинами и изумрудами, подаренные бывшим министром внутренних дел графом П. А. Валуевым. На стенах храма висели полковые знамёна и траурные доски; в витринах лежали мундиры Императоров-шефов —- Александра I, Николая I, Александра II и Александра III. Последним шефом полка был св. Царь Николай, а св. наследник Цесаревич Алексей Николаевич был записан в полк при рождении.
Со временем в церкви появились иконы, на киотах которых были таблички: «В благословение Лейб-Гвардии Гренадер при возвращении их с победоносной войны с Турцией 1877 — 1878гг», «Память покойного полковника Лейб-Гвардии Гренадерского полка Николая Николаевича, павшего в бою 27 августа 1914 г», «От нижних чинов Гренадерской роты 2-го Сводного Гвардейского запасного батальона, 7 июня 1916 г» и другие.

#### Часовня Александра Невского

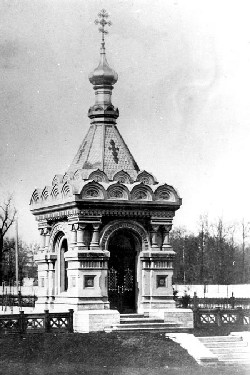

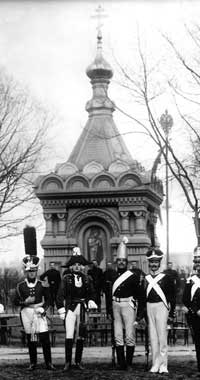
Часовня св. Александра Невского

К храму была приписана часовня св. Александра Невского, построенная в 1882—1883 годах у полковых казарм, близ истока реки Карповки из Большой Невки. Часовня была выстроена по проекту архитектора Э. В. Гольдберга в память шефа полка —- императора Александра II в русско-византийском стиле, с золочёной главкой. 24 апреля 1883 часовня была освящена. Лепные украшения в часовне выполнил Д. И. Иенсен. Вокруг часовни был разбит сквер по проекту и под наблюдением директора Императорского ботанического сада Э. Л. фон Регеля.
Была снесена в 1930-х годах. До настоящего времени место осталось незастроенным, есть проекты восстановления.

### Роль
Церковь была средоточием приходской жизни этой части города. 13 апреля ежегодно церковным парадом отмечался полковой праздник; 1 августа на Большую Невку для водосвятия шёл крестный ход.
В офицерских казармах полка, в квартире своего отчима офицера полка Франца Кублицкого-Пиоттух, в 1889—1906 годах жил Александр Блок. С полковой церковью связано его стихотворение «Тихо вечерние тени в синих ложатся снегах…», написанное в 1901 г.
В 1906 году рядом с церковью, на казённой даче министра внутренних дел, поселился занявший эту должность Пётр Столыпин. В церкви на богослужениях часто бывала его дочь Мария, оставившая «Воспоминания о моем отце П. А. Столыпине». Сад министерской дачи примыкал к церковному скверу. 12 августа 1906 года террористы-революционеры взорвали дачу премьера, в результате чего погибло несколько десятков человек, а многие, в том числе и дочь Столыпина Наталья, были тяжело ранены.
Хотя полк и не участвовал в русско-японской войне 1904—1905 годов, но полковой священник отец Корнилий Журавский был командирован на фронт, где окормлял Забайкальскую казачью дивизию.
К началу века храм сильно изменился по сравнению с теми временами, когда его в 1840-е годы возвёл Константин Тон. Во времена Блока храм уже не имел золота на куполах и обветшал.
С 1905 года при церкви существовало приходское братство, содержавшее детский приют.

### Дальнейшая судьба
С началом первой мировой войны лейб-гвардии Гренадерский полк был послан на фронт. В августе 1914 года лейб-гренадеры отличились в Галицийской битве, в сражении у Тарнавки, где понесли огромные потери (50 офицеров и 2 500 солдат). В крипте храма были захоронены офицеры полка, погибшие в боях.
После октябрьского переворота полк был упразднён, но офицеры полка во главе с полковником Н. Н. Дорошевичем сражались в Добровольческой армии.
Настоятелем в 1915—1921 служил протоиерей Терентий Теодорович, который затем уехал в Варшаву. Настоятель храма в 1921—1923 годах протоиерей Анатолий Орлов был арестован. Закончил свою жизнь в концлагере в 1933 году и епископ Стефан (Бех), вошедший в причт храма в 1927 году.
Церковь была закрыта советскими властями в 1925 году. По свидетельствам современников, после закрытия церкви она стала местом обитания беспризорников, пока в 1930 году храм не был переделан под спортклуб института.
15 апреля 1930 здание церкви было переделано под лабораторию электрофизической акустики ЛЭТИ; купола храма снесены, иконостас уничтожен, росписи Брюллова закрашены, часть сводов сломано, а на фасаде заложены старые окна и пробиты новые. Всё внутреннее пространство разделено новыми перекрытиями и перегородками. Останки офицеров были выброшены, а на месте их захоронения устроен бассейн для опытов.
Часовня святого Александра Невского была снесена в советское время, но место, где она стояла, и участок сквера остались не застроенными. В 2005 году городские власти Петербурга положительно отнеслись к инициативе Санкт-Петербургской епархии о восстановлении этой часовни.
В годы Великой Отечественной войны в здании располагался штаб командующего Балтийским военно-морским флотом адмирала В. Ф. Трибуца, а также военный совет и политуправление. Из здания были проложены кабели в ставку Сталина. За местом, где был алтарь, было выстроено бомбоубежище, сохранившееся и поныне. Руководил работами по его сооружению начальник инженерной службы флота полковник Т. Т. Коновалов.

Слыша глухие удары рвавшихся невдалеке снарядов, мы могли у себя на КП по достоинству оценить отличный труд нашего мастера фортификационных дел. Сюда к нам по телефонам, телеграфной связи Бодо, по уложенным водолазами на дне Финского залива и Ладожского озера кабелям поступали приказы, распоряжения, вызовы из Ставки Верховного Главнокомандования, Военного совета Ленинградского фронта, которому флот был оперативно подчинён. Отсюда осуществлялась связь с Кронштадтом, Малой землей южнее Ораниенбаума, КП штаба балтийских летчиков, с командованием Ладожской военной флотилии — передовыми позициями на островах, — словом, со всем разбросанным и сложным хозяйством Балтийского флота— В. Ф. Трибуц. Балтийцы сражаются. — М.: Воениздат, 1985. — 463 с. — (Военные мемуары)..
С тех пор в здании остались шестидесятисантиметровые броневые перекрытия и забутовка церкви снаружи.

## Нынешнее состояние

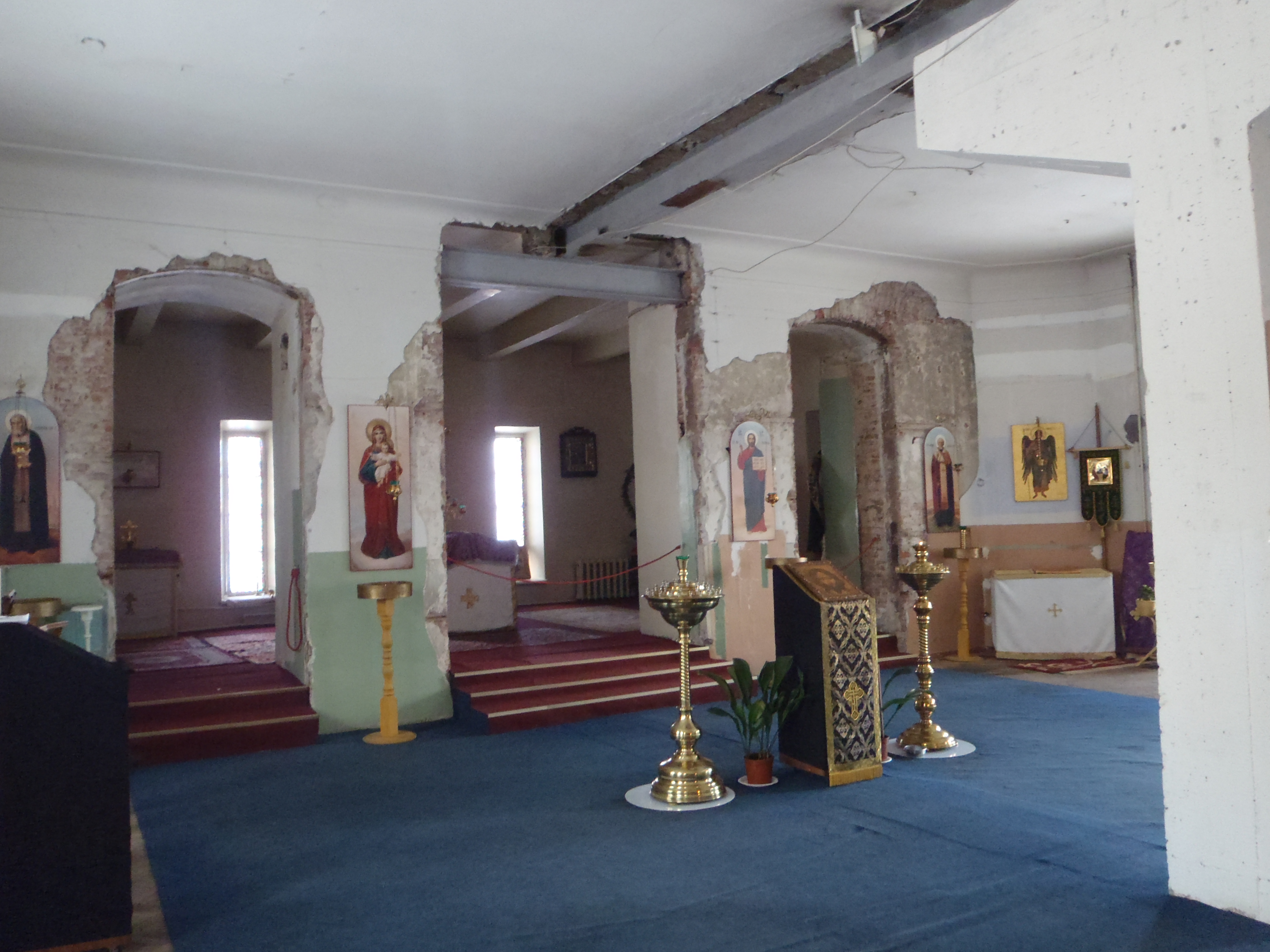

31 марта 2006 года было принято решение о передаче Преображенской церкви на Аптекарском острове в Петербурге Санкт-Петербургской епархии. Настоятелем был назначен протоиерей Игорь Юшин.
Внутренняя планировка здания сейчас не имеет ничего общего с церковной. Здание храма Преображения, являвшее собой внутри один большой зал, ныне имеет несколько этажей. В цокольной части, в которой были погребены 30 офицеров-гренадеров — героев Первой мировой войны, располагается бассейн для экспериментов. Третий этаж, несмотря на то, что после снесения куполов здание церкви была надстроена, очень низкий и тесный. Его теснота обусловлена сужением пространства храма к куполу.
Известно, что храм имел сферический свод, которым было перекрыто его обширное пространство. Церковный свод, что замечательно ещё и в строительном отношении, на одних стенных упорах держал пять глав: внутри храма колонн и столбов не было. Золотоглавая и пятиглавая церковь являла вид продолговатого четырёхугольника с несколькими трёхчетвертными колоннами по углам и небольшим выступом. Она имела не один, как сейчас, а три с трёх сторон храма входа-портала с гранитными крыльцами. Ныне утрачена и арочная звонница, венчавшая западный фасад. Но отчасти облик фасадов можно восстановить по отсутствию на вновь прорубленных окнах (снизу и сверху от старых) украшений в стиле коринфского ордера.
По свидетельству старейшего сотрудника СПбГЭТУ «ЛЭТИ» и известного петербургского краеведа Б. М. Кудашева, иконы евангелистов в медальонах не находятся сейчас под слоем краски, как сообщают разные справочные издания, а разрушены и уничтожены. Они были замазаны краской в начале 1930-х годов во время переделки здания и вырублены около двадцати пяти лет назад при капитальном его ремонте. Эти изображения по своей стоимости, определяемой художественной ценностью, едва ли не превышали стоимость затрат на строительство самой церкви; протоиерей Иоанн Исполатов писал в 1875 году: 

Четыре иконы евангелистов в больших медальонах главного свода, писанные по штукатурке масляными красками, суть единственная в этом роде живописи работа К. Брюллова, подобной которой, по превосходному сочинению, выражению ликов, сочетанию красок и другим достоинствам художники не находят. Несмотря на высоту свода, где написаны иконы, было несколько опытов снятия копий с них. Желательно, чтоб эта превосходная работа была тщательно воспроизведена в верной копии; без этого может быть большая потеря для искусства, когда время или сырость своим разрушительным действием коснутся этого высокого произведения.
Сегодня это искалеченное здание —- единственная сохранившаяся в городе церковная постройка Константина Тона, автора множества церквей в русском стиле, в том числе храма Христа Спасителя в Москве.

## Приписанные храмы
К храму Преображения Господня на Аптекарском острове приписана Троицкая церковь у Троицкого моста, выстроенная к 300-летнему юбилею Санкт-Петербурга в память первого храма города — Троице-Петровского собора, ныне разрушенного. С 2003 года в Троицкой церкви регулярно совершаются богослужения.
Ранее была приписана часовня св. Александра Невского, построенная в 1882—1883 г. у полковых казарм (см. выше).